# Buena Fé (kanton)
Buena Fé – kanton w prowincji Los Ríos, w Ekwadorze. Stolicą kantonu jest Buena Fé.